# Шпай (Германия)
Шпай (нем. Spay) — община в Германии, в земле Рейнланд-Пфальц. 
Входит в состав района Майен-Кобленц. Подчиняется управлению Ренс.  Население составляет 1938 человек (на 31 декабря 2010 года). Занимает площадь 2,70 км².

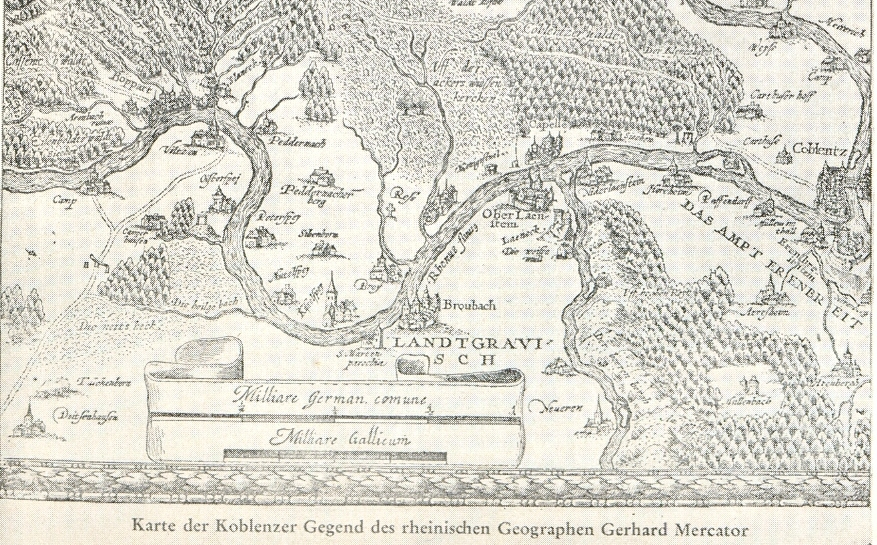
Шпай (историческая карта региона)